# Demetrias (insecto)
Demetrias es un género de coleópteros adéfagos de la familia Carabidae. Sus especies se distribuyen por el paleártico.

## Especies
Se reconocen las siguientes:
- Demetrias amurensis Motschulsky, 1860
- Demetrias atricapillus (Linne, 1758)
- Demetrias imperialis Germar, 1824
- Demetrias longicollis Chaudoir, 1877
- Demetrias longicornis Chaudoir, 1846
- Demetrias monostigma Samouelle, 1819
- Demetrias muchei Jedlicka, 1967
- Demetrias nigricornis Chaudoir, 1877